# Рапото фон Тьоринг
Рапото фон Тьоринг (на немски: Rapoto von Törring; Rapoto zum Stein; † 1321) е благородник от фамилията „Тьоринг“ в район Траунщайн в Бавария.

## Произход
Той е син на Викпото IV фон Тьоринг цум Щайн († сл. 1259). Потомък е на Викпото I фон Тьоринг († 1183), който е брат на Хайнрих I фон Тьоринг († сл. 1207), и син на Удалшалк фон Тьоринг († сл. 1160).
Фамилията е спомената за пръв път в документи през 1120/1130 г. и живее от 13 век в дворец Щайн ан дер Траун, днес част от Траунройт. От 1270 г. резиденцията е в замък Тьоринг, споменат като „castrum Torringa“. Замъкът е разрушен през 1421/1422 г. по време на кнфликт на Каспер фон Тьоринг през войната на Георг III от Графството Хаг срещу баварския херцог Хайнрих XVI.

## Фамилия
Рапото фон Тьоринг се жени за Кунигунда († сл. 1292). Те имат един син:
- Хайнрих IV фон Тьоринг цум Щайн и Пертенщайн († 1353), женен за Кунигунда († сл. 1339); родители на:
  - Йохан III фон Тьоринг цум Щайн († 29 септември 1380, погребан в манастир Баумбург), женен 1340 г. за Анна (Агнес) Шенк фон Анценкирхен